# Mafrak
Mafrak (Arabisch: المفرق (al-Mafraq), plaatselijke dialecten: Mafrag of Mafra', "kruispunt") is een stad in het noordwesten van Jordanië. Ze is de hoofdstad van het district Mafrak. De stad ligt nabij de grens met Syrië, op 65 km ten noordoosten van de hoofdstad Amman en op een kruispunt van wegen naar Syrië in het noorden en Irak in het oosten.

## Geschiedenis
Mafrak werd voor het eerst bewoond in de 4e eeuw voor Christus. Het bevindt zich op ongeveer 15 kilometer ten westen van de historische Nabatese en Byzantijnse stad Oemm al-Djimaal (ar) أم الجمال (moeder van kamelen), die in de 1e eeuw werd gebouwd.
De stad werd eerst el Fudain genoemd, van het Arabische woord voor versterking. De stad won aan het begin van de twintigste eeuw sterk aan belang na de bouw van de Hidjazspoorweg die Istanboel verbond met Medina. Daarop werd de stad door de Osmanen hernoemd tot Mafrak, wat kruispunt van wegen betekent. Mafrak was vanaf het begin van de twintigste eeuw ook de plaats van een Britse militaire basis en luchthaven. Later werden die gebruikt door het Arabisch Legioen tijdens de Arabisch-Israëlische Oorlog van 1948. In 1945 werd Mafrak een gemeente, met als eerste burgemeester Ali Abdeyyah. Tijdense de Tweede Wereldoorlog werd de militaire basis gebruikt door Britse troepen uit India, Australië en andere toen Britse kolonies.
In 2016 bestond zowat de helft van de bevolking van Mafrak uit Syrische vluchtelingen.

## Klimaat
In Mafrik heerst een plaatselijk steppeklimaat. De meeste regen valt in de winter. De klimaatclassificatie van Köppen is BSk. De gemiddelde jaarlijkse temperatuur bedraagt 16,6 °C en de gemiddelde jaarlijkse neerslag 184 mm.

## Geografie
De stad Mafrak ligt in het noorden van Jordanië op de grens tussen het Hauran-plateau en de Syrische Woestijn, op ongeveer 65 kilometer ten noordoosten van Amman. Ze is de hoofdplaats en grootste stad van het district Mafrak. De stad ligt in de nabijheid van drie grote steden in de streek: Amman op 65 km in het zuidwesten, Irbid op 50 km in het noordwesten en Damascus op 140 km in het noorden.

## Verkeer
De internationale wegverkeersweg van Damascus naar Riyad loopt door de stad, met daar aansluiting op die naar Bagdad en Basra.
De stad heeft een spoorwegstation op de spoorlijn van Damascus naar Amman, het enige in gebruik gebleven onderdeel van de voormalige Hidjazspoorweg, oorspronkelijk van Damascus naar Medina. Het is een smalspoor met Hidjazspoorwijdte 1050 mm (3 ft 5 11⁄32 in).

## Onderwijs

### Universiteit
In een buitenwijk aan de oostzijde van de stad ligt op een campus van 754 ha de in 1994 geopende Al al-Bayt-universiteit (جامعة آل البيت) (AABU).

### Koning Hoessein-luchtmachtcollege
De luchthaven King Hussein Air Base (Matar al Malik Husayn), ook wel bekend als Mafraq Air Base, (IATA: OMF, ICAO: OJMF), met Koning Hoessein-luchtmachtcollege (King Hussein Air College), de vliegschool van de Koninklijke Jordaanse luchtmacht (RJAF) met opleidingsvliegtuigen en -helikopters, is een kleinere luchthaven die ligt op 3 kilometer ten noordoosten van de stad.

## Bestuur
De huidige burgemeester (2018) van Mafraq al-Kubra (Grotere gemeente Mafrak) is Amer Nayel al-Daghmi.

## Zaatari
Op 10 kilometer ten zuidoosten van Mafrak ligt ten zuiden van de internationale verkeersweg naar Bagdad in de woestijn op 6 kilometer van de Syrische grens Zaatari, het zeer grote vluchtelingenkamp dat ondertussen verstedelijkt en zich met zowat 80.000 inwoners tot stad ontwikkelt.